# Да Силва, Николь
Нико́ль да Си́лва (англ. Nicole da Silva; род. 18 сентября 1981 года, Сидней, Австралия) — австралийская актриса. В России известна ролью в драматическом сериале Вентуорт (Фрэнки Дойл).  Другие телевизионные роли включают Восток-Запад 101, Всех Святых и Доктор, доктор.

## Биография
Да Силва родилась в Сиднее, Австралия, 18 сентября 1981 года, там же и выросла. Имеет португальское происхождение.

## Карьера
Да Силва, пожалуй, наиболее известна ролью в драматическом сериале Вентворт — это переосмысление классического сериала телеканала Network Ten Узник, который демонстрировался с 1979 по 1986 годы. Да Силва играет Фрэнки Дойл (первоначально сыгранную в Узнике актрисой Кэрол Бёрнс (en:Carol Burns), жёсткую лесби-заключённую исправительного учреждения Вентворт, где борется за позицию «топ-самки» против сокамерницы Беа Смит (Даниэль Кормак).

## Личная жизнь и общественная позиция
- Николь Да Силва поддерживает расширение прав и возможностей женщин и гендерного равенства в мероприятиях по всей стране[5]. За эту деятельность в феврале 2014 года ей был присуждён титул первого Национального Чемпиона Союза женщин Австралии (англ. UN Women Australia[6]).
- Николь Да Силва поддерживает компанию по легализации однополых браков в Австралии[7].
- Она не является лесбиянкой[8].
- Николь не замужем.

## Телевидение
| Год                  | Название                 | Роль                               | Примечания         |
| -------------------- | ------------------------ | ---------------------------------- | ------------------ |
| 2005                 | Всех Святых              | Саша Фернандес                     | Постоянная роль    |
| 2007                 | Опасно                   | Эрика "ЕЦ" Eulestra                | Главная роль       |
| 2009                 | Карла Каметти др         | Лиза Testro                        | Главная роль       |
| 2008-2011            | Раш                      | Старший Констебль Стелла Дагостино | Главная роль       |
| 2013–2018            | Вентворт                 | Френки Дойл                        | Главная роль       |
| 2016–настоящее время | Доктор Доктор            | Чарли                              | Главная роль       |
| 2017                 | Ты Не Обратила Внимание? | Сама                               | Гость Массовиком   |
| 2019                 | Доктор Хэрроу            | Даника                             | Эпизодическая роль |

## Награды
| Год  | Награда        | Категория                                            | ТВ-шоу   | Результат |
| ---- | -------------- | ---------------------------------------------------- | -------- | --------- |
| 2008 | Премия Лоджи   | Премия Грэм Кеннеди за самый выдающийся новый талант | Опасно   | Номинация |
| 2014 | Премия «Астра» | Наиболее выдающееся исполнение женской роли          | Вентворт | Победа    |
| 2015 | Премия «Астра» | Наиболее выдающееся исполнение женской роли          | Вентворт | Номинация |
| 2015 | Премия Лоджи   | Наиболее выдающейся актрисе                          | Вентворт | Номинация |